# Crosby Garrett
Crosby Garrett – wieś i civil parish w Anglii, w Kumbrii, w dystrykcie (unitary authority) Westmorland and Furness. W 2001 civil parish liczyła 112 mieszkańców. W civil parish znajduje się 13 zabytkowych budynków. W wieś znajduje się kościół.